# Замок Логорт
Замок Логорт (англ. Lohort Castle) — один із замків Ірландії, розташований у графстві Корк, біля селища Сесілстаун, на пагорбі Демесн. Замок являє собою п'ятиповерхову вежу з округлими кутами, висотою більше 80 футів. Замок має масивні стіни товщиною більше 10 футів, на висоті стіни звужуються до 6 футів. Навколо верхнього поверху розташований парапет, що розривається на східній стороні вежі. Колись навколо замку був глибокий рів з водою і міст.

## Історія замку Логорт
Найдавніший замок Логорт був побудований в 1184 році принцом Джоном, що потім став королем Англії Джоном Безземельним. До XVI століття замок перетворився на руїну — був зруйнований під час нескінченних війн в Ірландії, замок і навколишня територія на той час територія на той час була відвойована ірландським кланом Мак Карті.
Замок Логорт перебудудував в 1496 році Дональд Ог Мак Донах Мак Карті. Під час повстання за незалежність Ірландії 1641—1652 років замок контролювала Ірландська конфедерація. Біля замку відбулась одна з найкривавіших битв цієї війни. У 1647 році біля замку Логорт зійшлися армії Ірландської конфедерації та Олівера Кромвеля. У битві загинуло більше 4500 чоловік. Вдруге замок став ареною боїв в 1650 році. Замок штурмували війська Олівера Кромвеля. Замок нещадно обстрілювали гарматами. Але замок успішно витримав гарматний обстріл — стіни були міцними.
Нинішня споруда замку Логорт виникла в результаті перебудови 1750 року. Перебудову здійснив сер Джон Персіваль — граф Егмонт. Аристократична родина Персиваль жила в цьому замку до початку ХХ століття. Під час постання та війни за незалежність Ірландії 1916—1922 років замок став ареною боїв і згорів під час боїв ІРА з англійськими військами в 1922 році. Деякі каміни, які стоять в замку Логорт були перенесені сюди з замку Кантурк у XVIII столітті.